# Vindisch Kálmán
Vindisch Kálmán (Budapest, 1954. február 15. – 2018. november 4.) válogatott vízilabdázó. Testvére Vindisch Ferenc szintén vízilabdázó. A sportsajtóban Vindisch I néven szerepelt.

## Pályafutása
1970 és 1979 között az OSC, 1980–81-ban a Bp. Honvéd, 1982–83-ban a Volán SC, 1983 és 1985 között ismét az OSC játékosa volt. 1974 és 1978 között 31 alkalommal szerepelt a válogatottban. 1987-ben a Vasas vezetőedzője.
1978-ban fogorvosi diplomát szerzett, 1980 óta praktizált Budapesten.

## Sikerei, díjai
- Junior Európa-bajnokság
  - aranyérmes: 1973, Duisburg
- Bajnokcsapatok Európa-kupája (BEK)
  - győztes: 1972, 1978
  - 2.: 1973, 1974
- Kupagyőztesek Európa-kupája (KEK)
  - 2.: 1975, 1980
- Magyar bajnokság
  - bajnok: 1972, 1973, 1974, 1978
  - 2.: 1975, 1977, 1979
  - 3.: 1976
- Magyar kupa (MNK)
  - győztes: 1974
  - 2.: 1973
  - 3.: 1975, 1978